# Dolichopeza (Oropeza) barbigera
Dolichopeza (Oropeza) barbigera is een tweevleugelige uit de familie langpootmuggen (Tipulidae). De soort komt voor in het Palearctisch gebied.